# Cyrtanaspis phalerata
Cyrtanaspis phalerata là một loài bọ cánh cứng trong họ Scraptiidae. Loài này được Germar miêu tả khoa học năm 1831.